# Полевской сельсовет (Курская область)
Полевско́й сельсовет — муниципальное образование со статусом сельского поселения в Курском районе Курской области Российской Федерации.
Административный центр — деревня Полевая.

## История
Статус и границы сельсовета установлены Законом Курской области от 21 октября 2004 года № 48-ЗКО «О муниципальных образованиях Курской области».
Законом Курской области от 26 апреля 2010 года № 26-ЗКО в состав сельсовета включены населённые пункты упразднённого Муравлевского сельсовета.

## Население
| 2002  | 2010  | 2012  | 2013  | 2014  | 2015  | 2016  |
| ----- | ----- | ----- | ----- | ----- | ----- | ----- |
| 3210  | ↗3934 | ↗3981 | ↘3956 | ↗4097 | ↘4076 | ↘4066 |
| 2017  | 2018  | 2019  | 2020  | 2021  |       |       |
| ↘4003 | ↗4010 | ↘4007 | ↘4005 | ↘3424 |       |       |

## Состав сельского поселения
| №  | Населённый пункт | Тип населённого пункта          | Население |
| -- | ---------------- | ------------------------------- | --------- |
| 1  | Барышниково      | деревня                         | ↘257      |
| 2  | Верхнее Гуторово | село                            | ↘479      |
| 3  | Демино           | село                            | ↘115      |
| 4  | Дубовец          | хутор                           | ↗10       |
| 5  | Ельково          | деревня                         | ↗50       |
| 6  | Еремино          | деревня                         | ↘60       |
| 7  | Зорино           | деревня                         | ↘63       |
| 8  | Ивановка         | хутор                           | ↗2        |
| 9  | Кизилово         | село                            | ↘271      |
| 10 | Колодное         | село                            | ↘655      |
| 11 | Лисово           | деревня                         | ↗163      |
| 12 | Майково          | деревня                         | ↘44       |
| 13 | Муравлево        | деревня                         | ↘85       |
| 14 | Полевая          | деревня, административный центр | ↘1575     |
| 15 | Хвостово         | деревня                         | ↘105      |